# محمد ابراهیم عید
محمد ابراهیم عید (انگلیسی: Mohammed Ibrahim Eid؛ زادهٔ ۷ اوت ۱۹۹۱) بازیکن فوتبال اهل امارات متحده عربی است.